# Estação Rawd Al Farj
Estação Rawd Al Farj também grafada com Rod El-Farag (em árabe: روض الفرج) é uma das 8 estações da Linha 2 do metrô do Cairo que foram abertas em outubro de 1996, quando da inauguração da primeira etapa desta linha.

## Localização
A estação está localizada na região central do Cairo, no bairro de mesmo nome.

## Características
A estação subterrânea tem 10755 m2 de área construída, distribuída em três níveis, cada um deles com  3585 m2. A entrada na estação é feita por seis entradas independentes, todas elas na rua Shobra, três entradas estão no lado leste e outras três entradas no lado oeste da rua. Há um elevador para atender pessoas com necessidades especiais. Todas as entradas estão ligadas a uma área de venda de tickets. Neste andar também existem instalações para o gerente da estação, serviço de segurança, 2 escadas e 4 escadas rolantes que levam ao nível inferior. No nível intermediário, estão as salas de operação técnica, salas de treinamento, palestras e banheiros. O andar inferior é acessado por 8 escadas e 8 escadas, além de elevadores que dão acesso as plataformas de embarque. O terceiro piso está a 16,80 m abaixo da superfície. As plataformas tem entre 3,50-7,50 m de largura. Existem bancos de fibra de vidro para os passageiros. As paredes são revestidas por azulejos e decoradas com murais pintados. O piso das plataformas é revestido com granito de Aswan. A estação conta com caixas de combate a incêndio e corte de fornecimento de energia. A estação é climatizada, condicionadores de ar mantêm a temperatura constante a 28 oC e a umidade relativa do ar em 60% dentro da estação.

### Abrigo antinuclear
A estação Rawd Al Farj fez parte de um estudo detalhado publicado em 2016, para avaliar a utilização dos pisos subterrâneos como abrigo antinuclear. O local foi considerado adequado para esta segunda finalidade podendo abrigar até 5370 pessoas, não considerando a área dos túneis.

### Nível de ruído na estação
O ruído pode ser definido como som indesejado e a exposição a níveis de ruído inadequados por um longo
um longo período pode provocar a perda da audição. Estudos e medições realizadas pelo Mechanical Engineering Department, National Research Center da cidade do Ciro, indicaram que a poluição sonora nas plataformas da Estação Rawd Al Farj, eram elevados e fora dos padrões aceitáveis.

## Estação multimodal
É previsto a interligação da linha 2 com a linha 3 na estação Rawd Al Farj, as obras tem previsão de serem inauguradas em junho de 2022.

## Arte no metrô
A estação também abriga um painel de azulejos do artista Sami Rafee, representando uma flotilha de embarcações a vela típicas do rio nilo. A região da Road el Farag é popular para passeios de barco, que motivou o artista para este tipo de obra de arte.